# Josep Descaire i Gispert
Josep Descaire i Gispert (Calonge (Baix Empordà), 13 d'agost de 1916 – Perpinyà (Rosselló), 23 de desembre de 1989) fou músic instrumentista català de tible, saxo i clarinet.

## Biografia[1]
Josep Descaire va néixer el 13 d'agost de 1916 al carrer del Tord de Calonge. Els seus pares eren Joan Descaire i Perich i Rosa Gispert i Oliver, ambdós naturals de Calonge.
Va estudiar solfeig amb el mestre Josep Mercader i Corriols i instruments amb el mestre Rafael Colom i Ametller. Paral·lelament, va aprendre l'ofici d'esparter a can Galí, a la plaça de la Vila.
L'any 1934 el van venir a buscar per anar amb l'Antiga Principal de la Bisbal. A part de tocar, feia d'esparter en un negoci de la Bisbal d'Empordà. En esclatar la Guerra Civil Espanyola, l'any 1936, va tornar a casa. A l'inici del conflicte, els anarquistes van matar el seu pare i ell va decidir amagar-se per no anar al front. Estava amagat a Barcelona.
En acabar la guerra, va tornar a Calonge, on va fer de pagès. I va formar part de la primera nova formació calongina, la Tropical. Després va entrar a Constelación i del Club Jazz. L'any 1948 va convertir-se en el director de l'Orfeó Llevantí, recuperada després de la seva desaparició amb la guerra. Va dirigir la coral, amb l'ajuda del també músic calongí Agustí Faig i Pericay, fins a l'any 1954. També era el conserge del Cercle Calongí. Per aquella època, a més, va conèixer la que seria la seva esposa, Angelina Iglesias, de Corçà. I el jove matrimoni va decidir marxar a Perpinyà a treballar, a l'empresa Citroën. La parella va venir a finals dels anys 50 del segle xx a Corçà per casar-se i retornar novament a la capital del Rosselló.
Descaire va morir a Perpinyà el 23 de desembre del 1989.